# Dorstenia zambesiaca
Dorstenia zambesiaca là một loài thực vật có hoa trong họ Moraceae. Loài này được Hijman mô tả khoa học đầu tiên năm 1990.